# Anneliese Neudecker
Anneliese Neudecker (* 1984 in Wien) ist eine österreichische Bühnenbildnerin.

## Leben
Anneliese Neudecker absolvierte ihr Studium der Bühnengestaltung an der Akademie der bildenden Künste Wien bei Erich Wonder.
Nach Beendigung ihres Studiums 2006 arbeitete sie als Bühnenbildassistentin bei den Salzburger Festspielen, an der Volksoper Wien, am Residenztheater München, an der Opéra de Lyon, am Berliner Ensemble und am Opernhaus Zürich.
Von 2011 bis 2013 war Anneliese Neudecker unter der Intendanz von Martin Kušej mit der Leitung der Ausstattung am Münchner Residenztheater betraut. Dort arbeitete sie als Bühnenbildnerin mit dem Regisseur Pippo Delbono und es begann eine regelmäßige Zusammenarbeit mit der Regisseurin Katrin Plötner am Theater Regensburg, am Landestheater Niederösterreich, am Theater Augsburg, am Landestheater Linz und am Schauspiel Frankfurt. Weiterhin wirkte sie mit der Regisseurin Martina Gredler am Staatstheater Meiningen und am Theater Phönix Linz, mit Herbert Fritsch an der Komischen Oper Berlin, bei den Bayreuther Festspielen mit dem Regisseur Tristan Braun, bei den Salzburger Festspielen mit 600Highwaymen, am Burgtheater mit Christina Gegenbauer und Anja Sczilinski, Felix Metzner und Nils Strunk. An der Nouvel Opéra Fribourg in der Schweiz, an der Opera Zuid in Maastricht, am Theater Magdeburg und an der Korea National Opera arbeitete sie mit dem Regisseur Julien Chavaz.

## Inszenierungen (Auswahl)
- Erpressung, Residenztheater, Regie: Pippo Delbono (2012)
- Hin und her, Schauspiel Frankfurt, Regie: Katrin Plötner (2015)
- Kasimir und Karoline, Salzburger Festspiele, Regie: 600Highwaymen (2017)
- Für immer schön, Residenztheater, Regie: Katrin Plötner (2017)
- Kriegerin, Burgtheater, Regie: Anja Sczilinski (2020)
- Roméo et Juliette, Opera Zuid Maastricht, Regie: Julien Chavaz (2022)
- Die Zauberflöte, Burgtheater, Regie: Nils Strunk (2024)
- Schnee Weiss, Landestheater Linz, Regie: Katrin Plötner (2024)
- Auslöschung. Ein Zerfall, Staatstheater Darmstadt, Regie: Felix Metzner (2024)
- Die Tote Stadt, Korea National Opera, Regie: Julien Chavaz (2024)[1]